# El Colorado

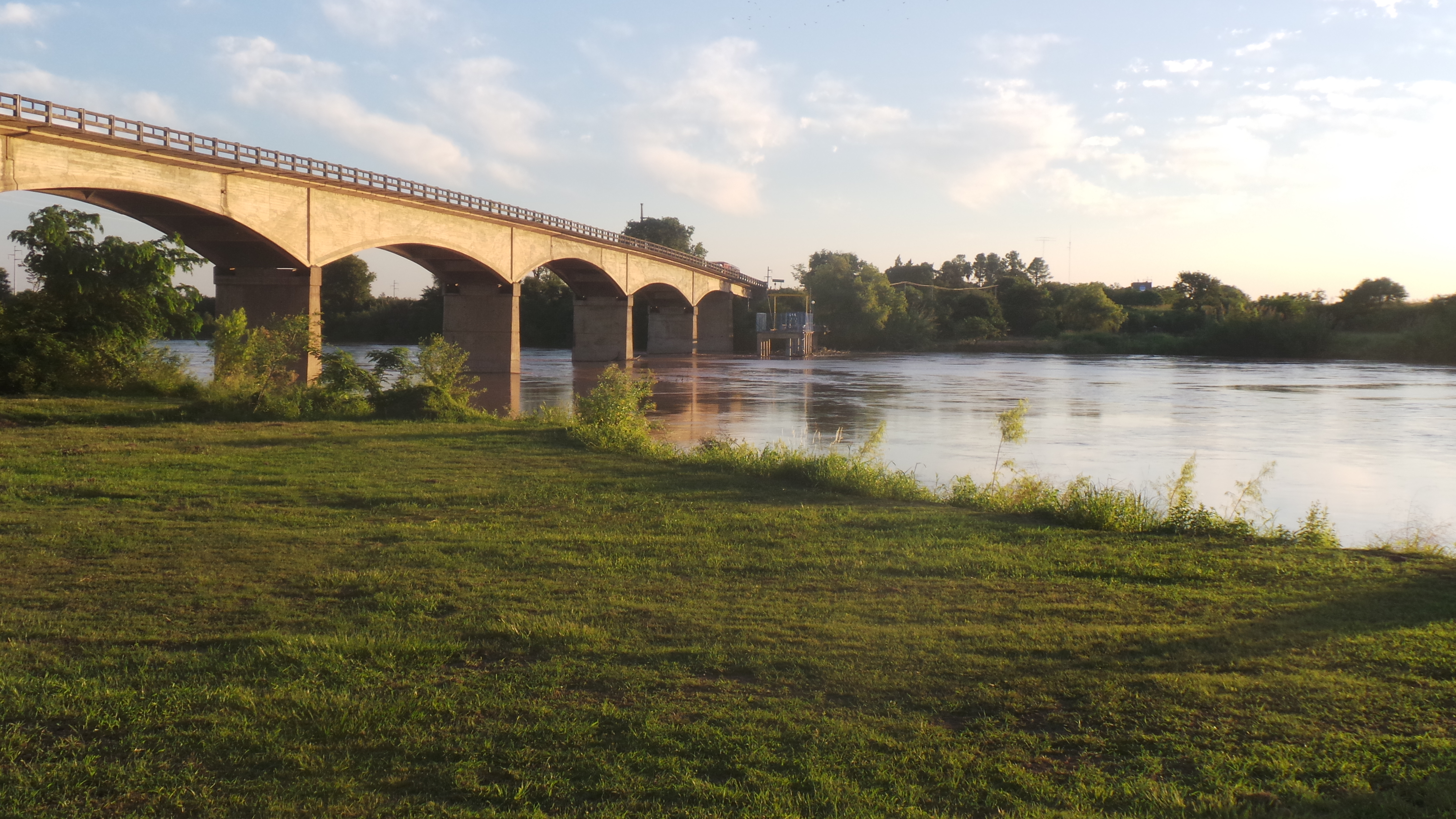
Puente Libertad

El Colorado es una ciudad de Argentina, está ubicada al sureste de la provincia de Formosa, e integra el departamento Pirané. Se accede a ella a través de las Rutas Provinciales 1, 3 y 9; dista de 150 kilómetros de la capital provincial, desde el sur se llega a través del puente Libertad. La ciudad se encuentra emplazada sobre la margen izquierda del Río Bermejo a 192 km de la desembocadura con el río Paraguay. 

### Actualidad
El Colorado es un municipio de segunda categoría, no posee una Carta Orgánica Municipal, se rige por la ley provincial N.º 1028.
Sus actividades productivas son: agrícola, ganadero, apícola, panadero y metalúrgico.                                                                       Es sede de la estación experimental del INTA (Instituto Nacional de Tecnología Agropecuaria), abarca una superficie de 450 hectáreas y fue creada el 21 de octubre de 1981. Asimismo, cuenta con dos campos anexos: Bartolomé de las Casas y Laguna Naick Neck. 

## Reseña histórica
El origen de El Colorado surge el 11 de febrero de 1936, fecha en que se crea en la colonia la subcomisaria “Bermejo”,  a cargo del sargento de policía Don Pedro Barraza, la cual fue la primera institución del lugar. 
La colonia fue marcada alrededor del km 192 N.R.B (Navegación Río Bermejo), el agrimensor Oscar Gigena Centeno le dio el nombre de colonia “El Colorado”, teniendo en cuenta el color de las aguas del Río Bermejo en épocas de creciente; en el año 1942 queda marcado como nuevo pueblo El Colorado. Esta ciudad se desarrolló sobre lotes rurales existentes tomando como base la actual Av. San Martín que en aquel entonces era la futa provincial N.º 11 y luego pasaría a ser la ruta N.º 90. Concluida la tarea de mensura de terrenos los vecinos tuvieron una inquietud: formar una comisión de fomento, de forma que el futuro pueblo tuviera personas responsable de se progresó y desarrollo. 
Para ello, desde la capital de la provincia vino un representante, en ese entonces, de la Gobernación del Territorio Nacional de Formosa a concretar tal inquietud, nombrando:
•	Presidente: Simón Waisman
•	Vicepresidente: Eduardo Kuntz
•	Secretario: Juan Cruz Damedín
•	Vocales: Emeterio Salas y Francisco Canteros.
El Colorado fue reconocido legalmente por el Gobierno del Territorio de Formosa a mediados del año 1944. Luego se construyó el edificio de la comisión de Fomento en la esquina de Av. 25 de Mayo y Tucumán, donde actualmente funciona la municipalidad.

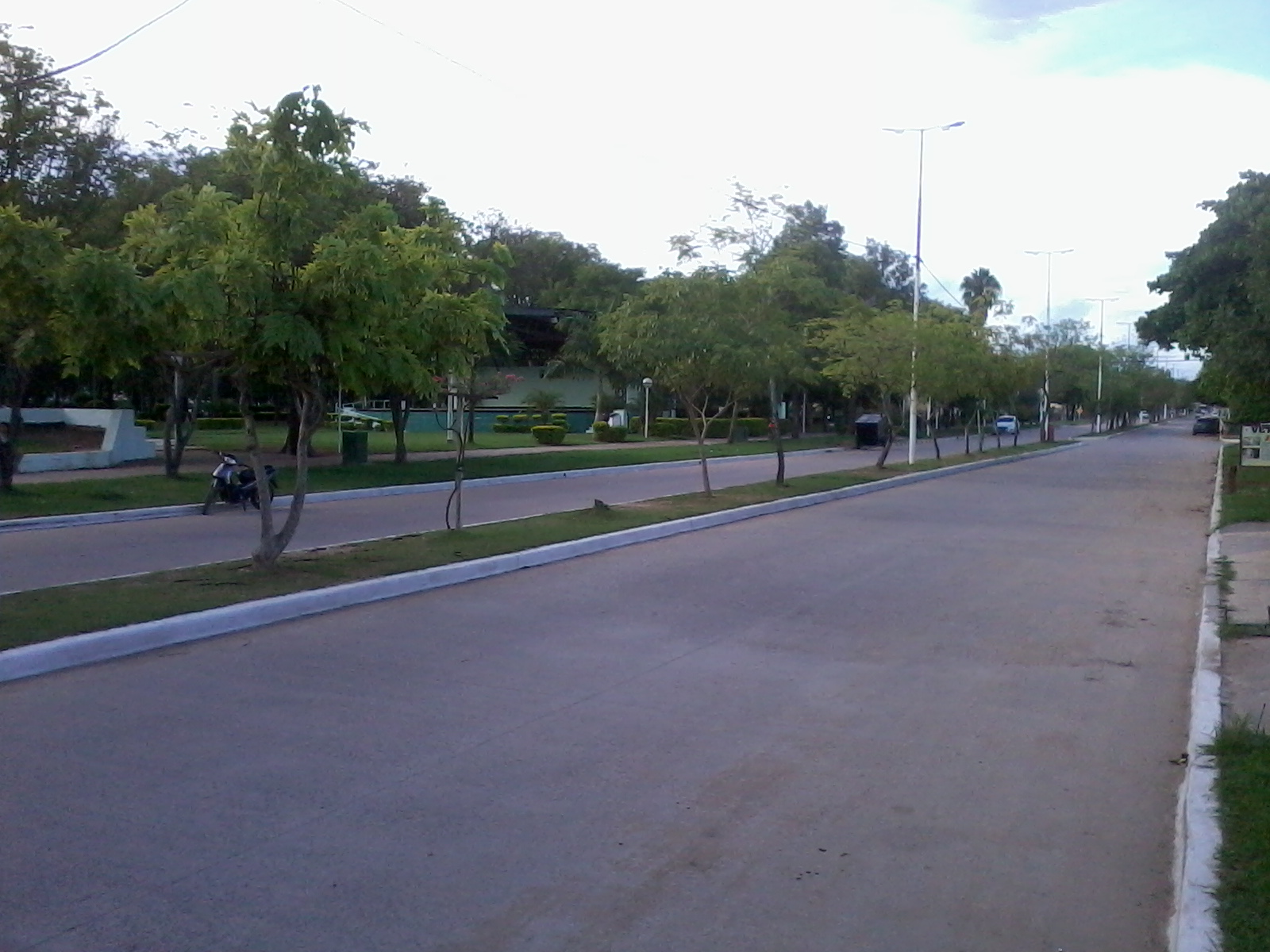
Av. 25 de Mayo principal arteria de la ciudad en frente de la plaza Gral. San Martín.

En el año de 1950 al cumplirse cien años de la muerte del Padre de la Patria, el general José Francisco de San Martín fue instalado un busto en su memoria en la plaza de El Colorado que desde entonces lleva su nombre.

El 14 de mayo de 1957 el Superior Gobierno de la provincia de Formosa a través de Decreto N.º 394/57 eleva a categoría de municipio a la comisión de fomento de El Colorado. 

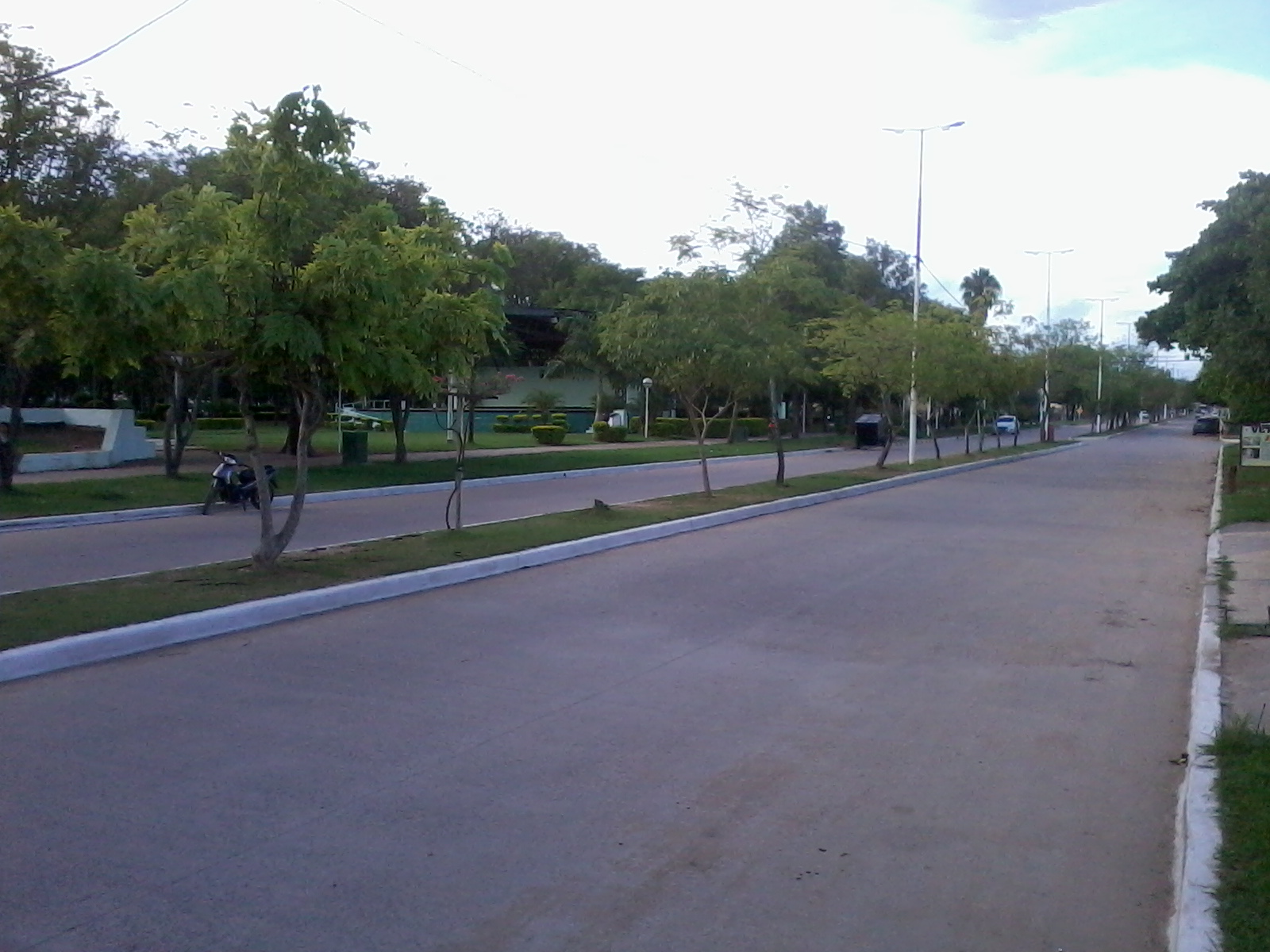
Av. 25 de Mayo frente a la plaza local principal arteria de la ciudad

## Lugares de interés

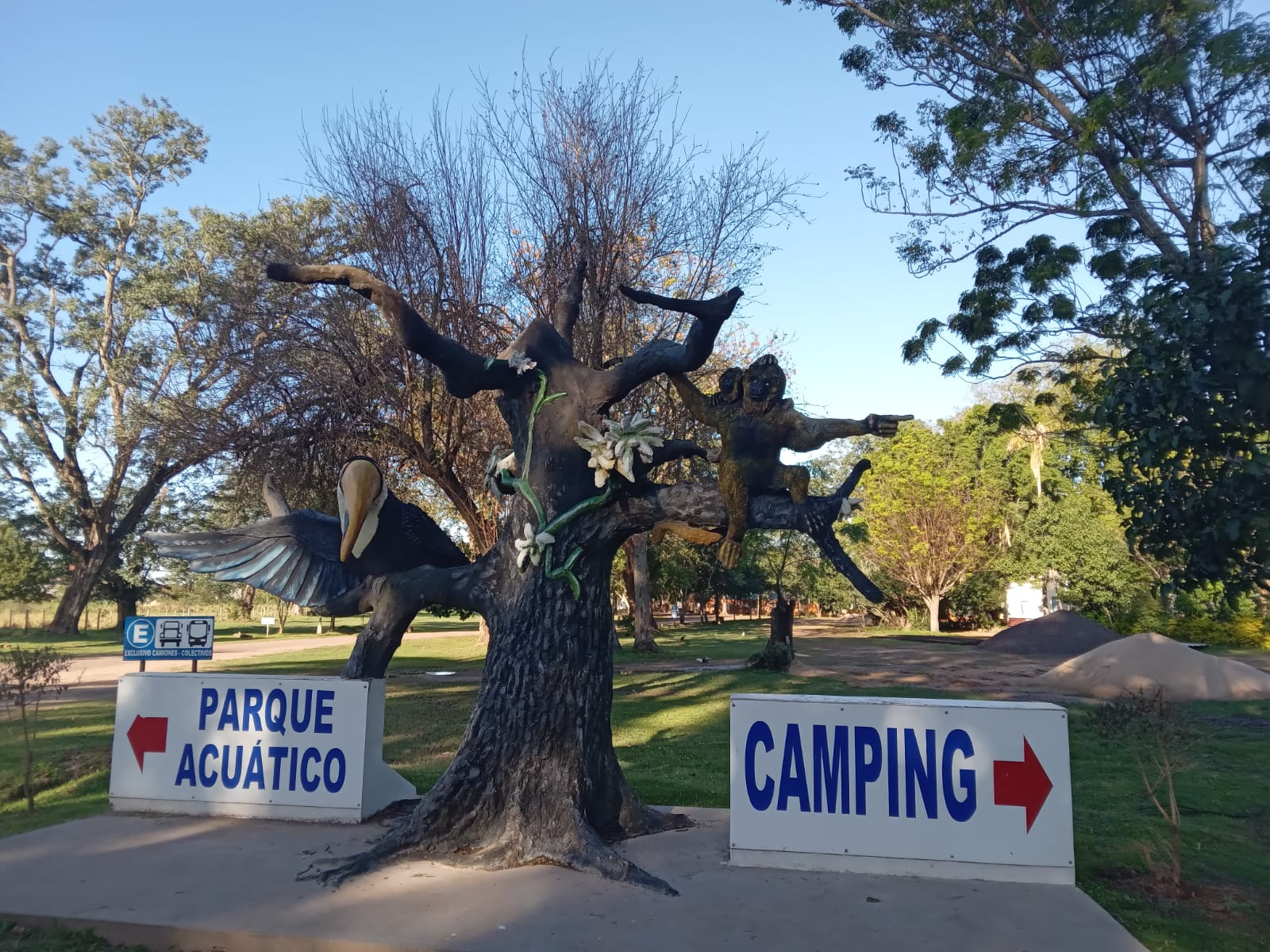
Camping El colorado

- Camping El coloradoCamping municipal: se encuentra ubicado a la vera del Río Bermejo destacándose su vista al río. Dentro del predio se erige un parque acuático con piletas y lugares de descanso con senderos de esparcimientos, parrillas para pasar el día en familia, amigos y amigas. Se considera uno de los mejores en la zona para quienes deseen acampar y disfrutarán del afrodisíaco lugar.

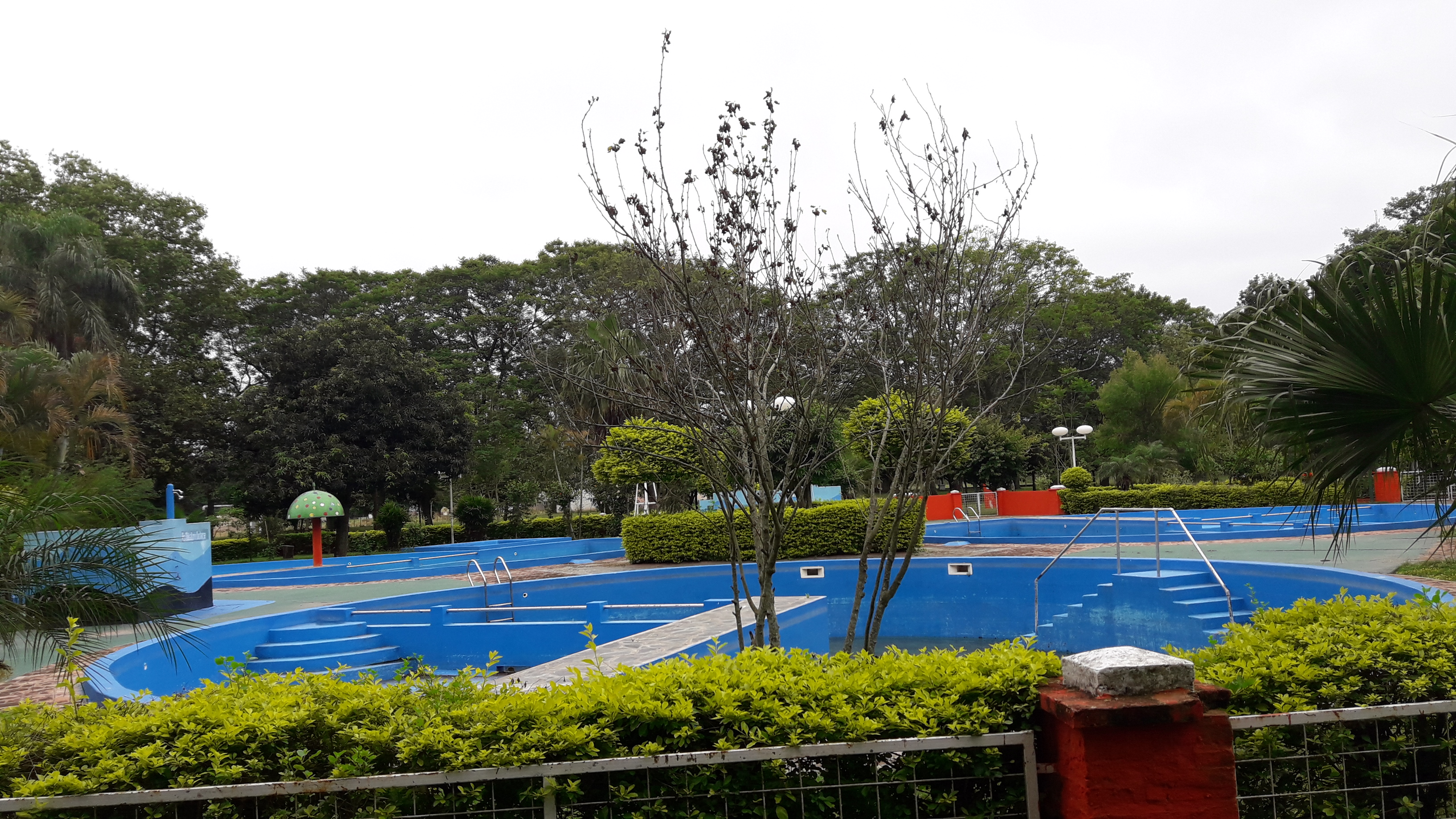
Las piletas vistas desde el interior del camping municipal de El Colorado

- Durante el mes de octubre se realiza Feriarte, un festival de artesanos.
- Las colonias agrícolas de la región.

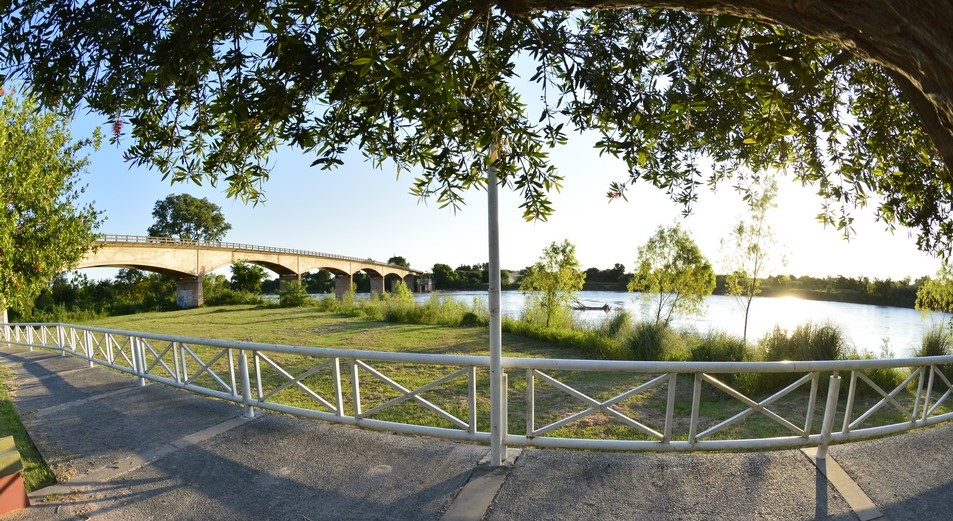
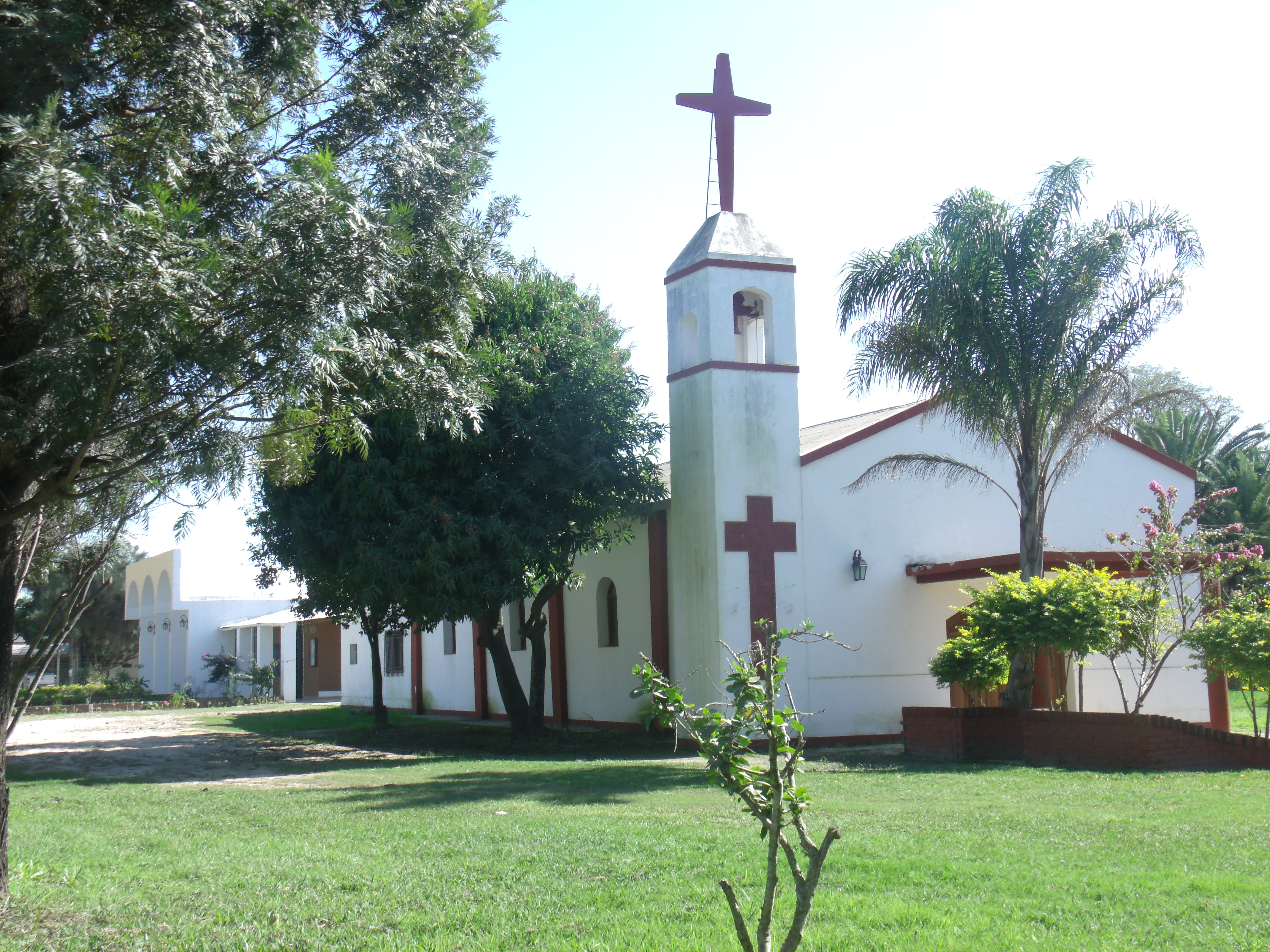

## Puente Libertad

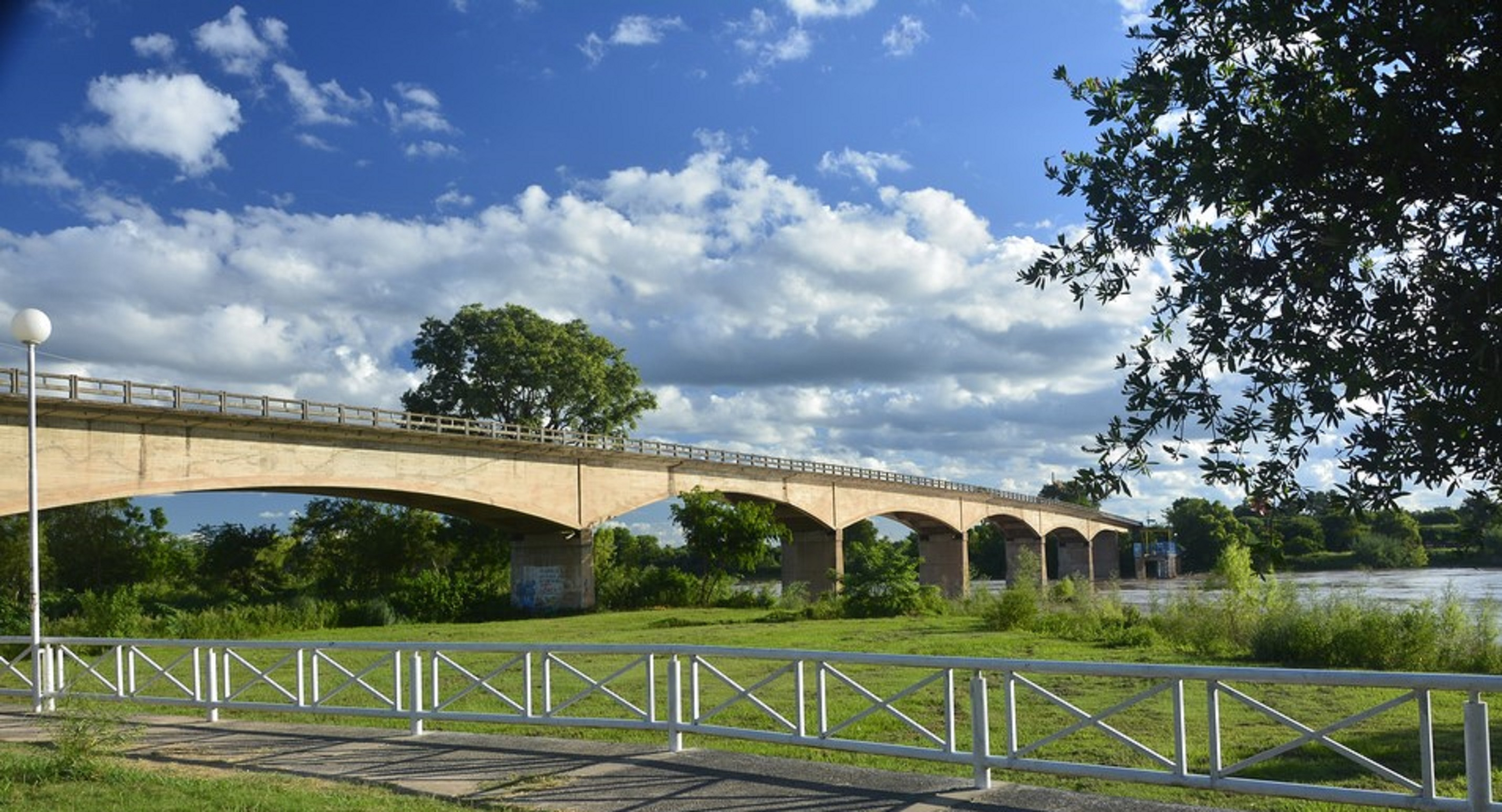
Vista del Puente Libertad

El Puente Libertad es una de las obras más importantes que logró el desarrollo de la región, fue inaugurado el 8 de febrero de 1958. Al habilitarse el puente El Colorado dejó de ser una ínsula para convertirse en una población integradas a otras.

## Población
Cuenta con 14,228 habitantes (Indec, 2010), lo que representa un incremento del 11,3% frente a los 12,780 habitantes (Indec, 2001) del censo anterior.
| Gráfica de evolución demográfica de El Colorado entre 1991 y 2010 |
|                                                                   |
| Fuente: Censos nacionales del INDEC                               |

## Comunicación

### Medios de Comunicación y Telecomunicación
Los Medios de Comunicación constan de varias frecuencias de radio FM. Posee servicio de televisión por cable brindado por una emisora local, la cual posee una señal propia. Cuenta también con servicio de cable DirecTV. Los servicios de telefonía e Internet son brindados por la cooperativa local la cual cuenta con servicio de fibra óptica directa al hogar, y por otras empresas prestadoras del servicio de Internet.

## Educación
La educación en El Colorado cuenta con establecimientos educativos públicos en los cuales se brinda educación en los niveles primario, secundario y terciario. También hay educación privada. La educación pública en la ciudad depende del Ministerio de Educación de la provincia de Formosa.
La educación secundaria cuenta con diferentes establecimientos: educación técnica (E.P.E.T 4), educación artística (E.P.E.S 101), bachillerato (E.P.E.S 1). La E.P.E.S 1 fue la primera escuela de educación secundaria de la provincia de Formosa inaugurada el 25 de abril de 1960.
El instituto de educación terciaria (República Federal de Alemania).

## Lugares de interés
- Camping municipal: se encuentra ubicado a la vera del Río Bermejo destacándose su paisaje gracias a la exuberante vegetación y fauna autóctona. Dentro del predio se erige un complejo de natatorios donde funcionan piletas pasivas durante la temporada estival. También cuenta con vías destinadas de forma exclusiva para la circulación de bicicletas.Las piletas vistas desde el interior del camping municipal de El Colorado

## Cómo llegar

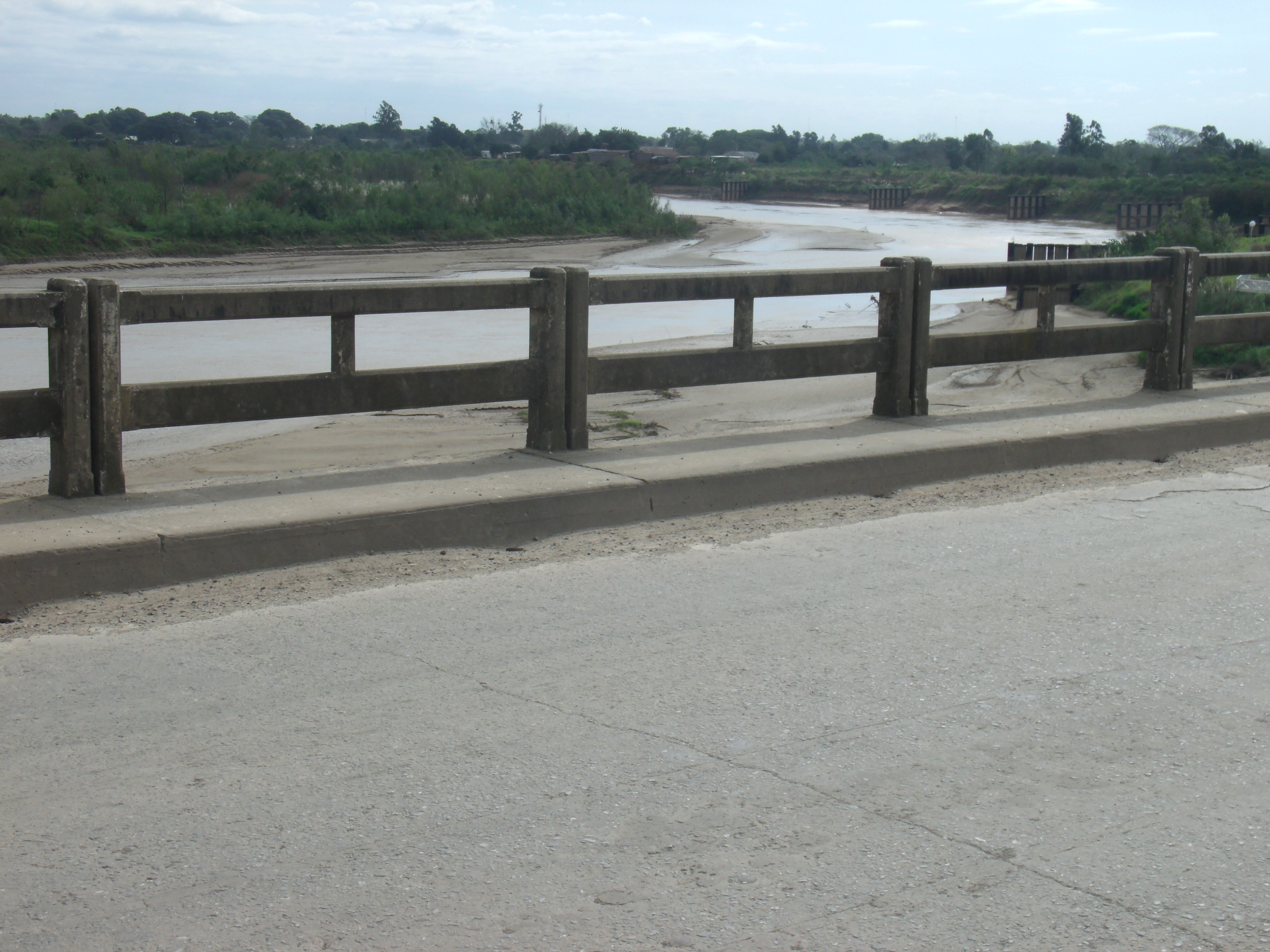
Puente sobre Río Bermejo en El Colorado hacia el Norte.

- Acceso por ruta nacional N.º 3 y ruta provincial N.º 1 y a través de la ruta provincial N.º 90.
- Por aire: Aeropuerto Internacional Formosa
- Vía fluvial: a través del Río Bermejo.

## Enlaces externos

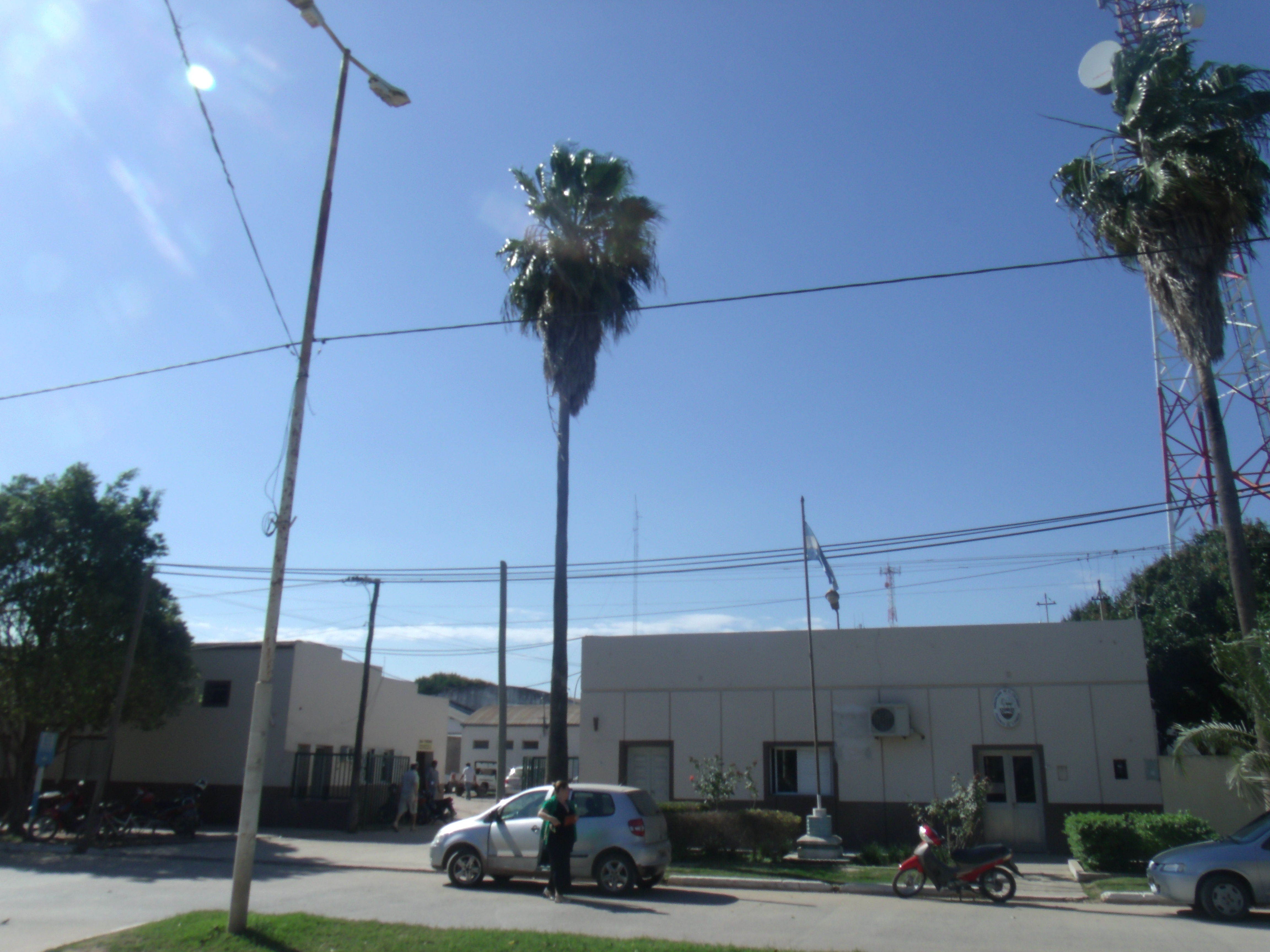
Edificio Municipal de la ciudad de El Colorado.

## Parroquias de la Iglesia católica en El Colorado

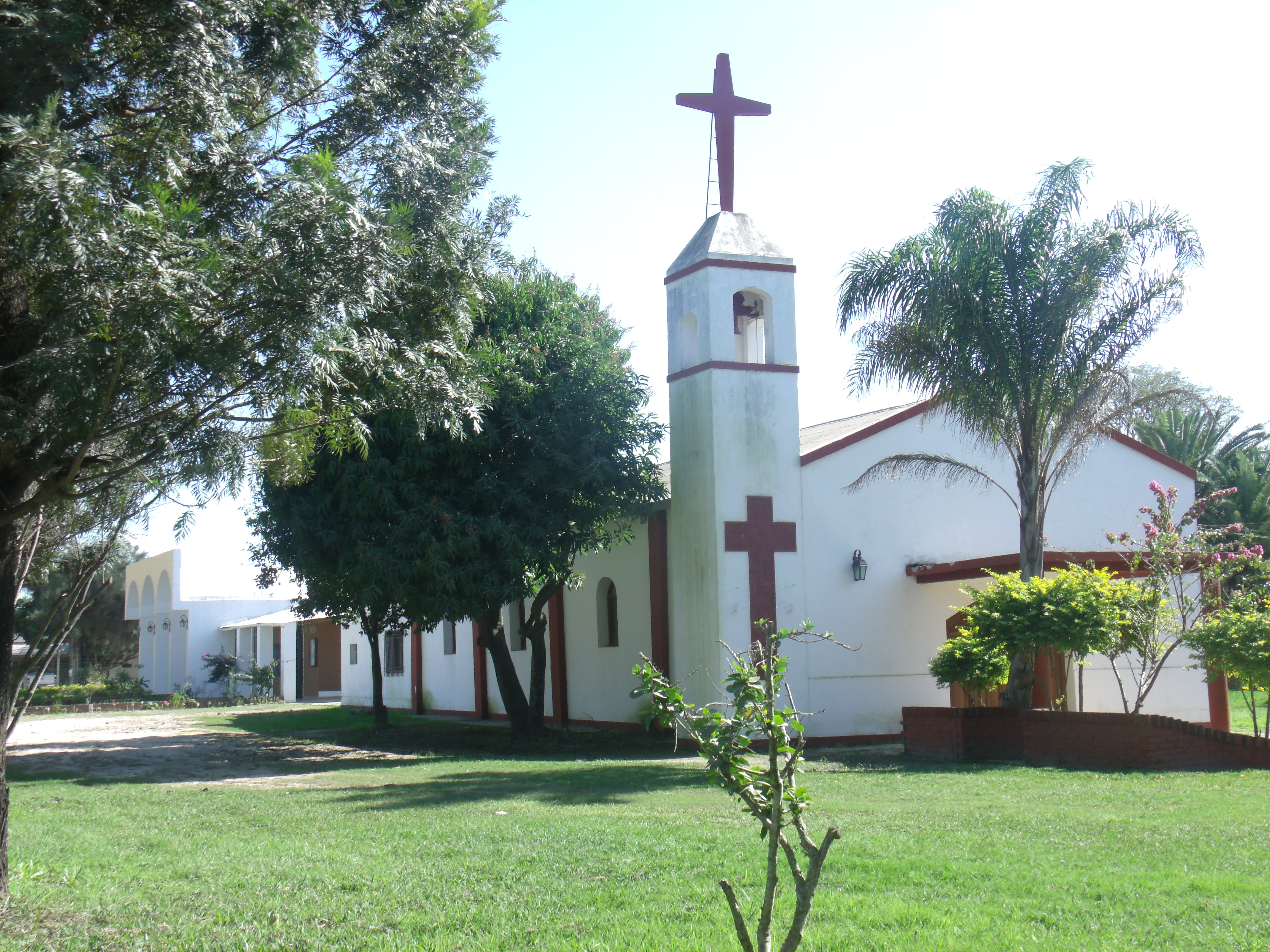

| Diócesis  | Formosa              |
| --------- | -------------------- |
| Parroquia | San Antonio de Padua |